# Hedwig IV. von Gernrode

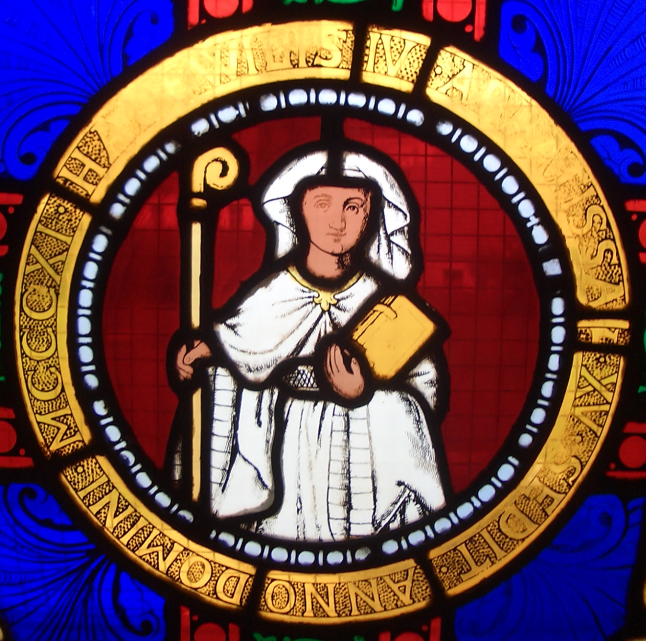
Äbtissin Hedwig IV. von Gernrode

Hedwig IV. war von 1307 bis 1316 die Äbtissin der vereinigten Stifte von Gernrode und Frose. Sie war die Nachfolgerin von Irmingard II. von Ummendorf.

## Leben
Aus welchem Geschlecht Hedwig IV. stammt, ist nicht bekannt. 
Von ihr ist nur eine Urkunde vom 6. Juni 1311 bekannt, laut der sie um den verpfändeten Kirchenschatz wieder einlösen zu können, einige Abteigüter verkaufen musste. (CDA III,151 nr.131) 
Hedwig IV. scheint ihr Amt im Jahr 1307 angetreten zu haben. Dort ist ihre Vorgängerin zuletzt bezeugt. Sie scheint bis 1316 regiert zu haben, denn ihre Nachfolgerin Gertrud II. von Boventhen erhielt die päpstliche Bestätigung am 21. Januar 1317. Sie wird also in den letzten Monaten des vorhergehenden Jahres gestorben sein.

### Primärliteratur
- Andreas Popperodt: Historia Ecclesiae Gerenrodenses 1560, erste Fassung bei Johann Christoph Beckmann in Accesiones Historia Anhaltinae 1716 als Annales Gernrodensis.

### Sekundärliteratur
- Otto von Heinemann: Geschichte der Abtei und Beschreibung der Stiftskirche zu Gernrode 1877.
- Hans Hartung: Zur Vergangenheit von Gernrode 1912.
- Hans K. Schulze, Reinhold Specht, Günter W. Vorbrodt: Das Stift Gernrode. Mit einem kunstgeschichtlichen Beitrag über die Stiftskirche, Köln/Graz 1965.